# Un matrimonio esplosivo
Un matrimonio esplosivo (Shotgun Wedding) è un film statunitense del 2023 diretto da Jason Moore, con protagonisti Jennifer Lopez e Josh Duhamel.

## Trama
Darcy, brillante avvocatessa, e Tom, giocatore di baseball in declino, stanno per sposarsi in un'isola privata alle Filippine, circondati dagli invadenti parenti. Mentre il loro rapporto sembra al limite, una banda di pirati indonesiani sbarca sull'isola e prende in ostaggio gli invitati, con l'intento di ricattare il padre della sposa, noto milionario. La combattività dei due sposini, tuttavia, mette a serio rischio la riuscita del loro piano.

## Produzione
Le riprese sono iniziate a inizio 2021. Per il ruolo di coprotagonista era inizialmente stato scelto Armie Hammer, poi sostituito da Josh Duhamel dopo alcune accuse di molestie sessuali.

## Distribuzione
Il film è stato distribuito negli Stati Uniti in contemporanea con l’italia il 27 gennaio 2023 da Amazon Studios tramite Prime Video.